# True Story (magazine)
Pour les articles homonymes, voir True Story.

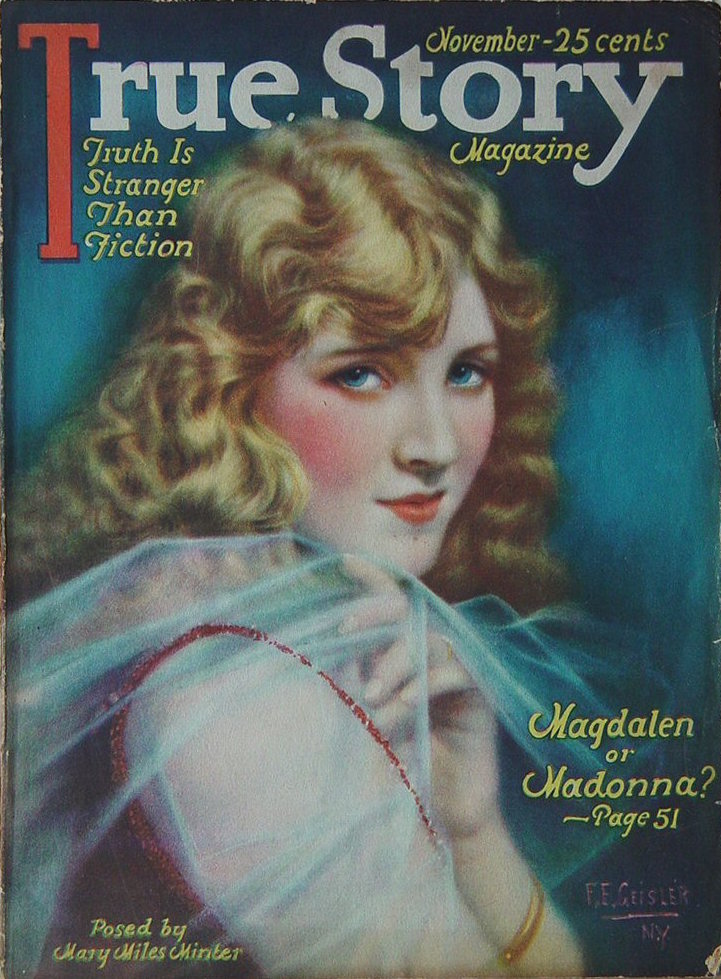
Couverture du numéro de novembre 1921 de True Story, représentant l'actrice Mary Miles Minter

True Story est un magazine américain spécialisé dans la confession écrite.
Il est publié pour la première fois en mai 1919 par Bernarr Macfadden.

## Description
Les histoires de confession sont habituellement écrites à la première personne par une femme anonyme qui détaille ses péchés et ses souffrances. Ayant agi en dehors des règles de la moralité, elle sort grandie, et triste, de l'expérience. À la suite de problèmes personnels ou de couple, elle peut parfois apparaître comme une victime.
Peu importe le type d'histoire, l'héroïne appartient à la classe moyenne. Il s'agit le plus fréquemment de personnes peu instruites. Dans tous les cas, elle parvient à s'en sortir grâce aux canons de la moralité américaine : se marier, s'occuper de la maison et élever la famille.
La plupart des histoires, bien que basées sur des faits réels ou des entrevues, sont imaginaires.

## Historique
En 1925, à peine six ans après sa première parution, il dépasse le cap du million d'exemplaires vendus mensuellement. Devant ce succès, plusieurs compétiteurs entrent dans ce marché, dont True Confessions en 1922. Macfadden publie aussi d'autres magazines à confession : True Romances, True Love et True Experiences.
Des années 1930 aux années 1950, c'est l'âge d'or des magazines à confession. Les meilleures ventes de True Story sont atteintes en 1958, soit 2,6 millions de copies publiées. À cette époque, des histoires font écho aux affaires qui ont fait la manchette dans les journaux. Par exemple, en 1947, une histoire qui rappelle l'affaire du Dahlia noir résonne particulièrement fort parmi la clientèle de True Story.
Les années 1960 voient s'amorcer le déclin de ces magazines, la télévision prenant une place de plus en plus importante dans la vie des citoyens américains. Pour contrer cette tendance lourde, ils publient des histoires où l'érotisme est plus présent. Parmi ces magazines, True Story est celui qui est le plus traditionnel, ce qui n'empêche pas les histoires d'être émoustillantes.
Malgré tous les efforts pour regagner le public pendant les années 1970, plus d'un magazine cesse de publier. Macfadden en rachète plusieurs dans le but de les ajouter à son catalogue de titres. Macfadden est le seul à survivre aux changements du marché et, pendant les années 1980, il détient le monopole sur ce marché. Ces années sont encore une période de changement. Les conceptions du président Ronald Reagan sur la famille influencent une large proportion de la population américaine. En conséquence, l'érotisme est moins présent dans les histoires. Cependant, quelques années plus tard, il reviendra en force.
Malgré la diminution marquée de leur tirage, ces magazines ont une clientèle fidèle qui leur permettent de dégager des profits raisonnables. Elle est principalement située dans le Midwest et le Sud des États-Unis. Selon l'un des éditeurs de True Story, le portrait robot du client habituel est la femme américaine âgée de 18 à 80 ans.
Toujours publié mensuellement, True Story est le titre au plus gros tirage en 2001. Il est celui qui publie les histoires les plus conservatrices, lesquelles décrivent des situations peu choquantes enveloppées d'un romantisme sirupeux.